# Sebastian Faust
Sebastian Faust (* 1965 in Detmold) ist ein deutscher Schauspieler.

## Leben
Nachdem Sebastian Faust bereits seit 1986 am Landestheater seiner Geburtsstadt gespielt hatte, nahm er von 1988 bis 1991 Schauspielunterricht bei Hildburg Frese in Hamburg. Nach dessen Abschluss setzte er seine Bühnenlaufbahn am Theater Kiel fort, wo er bis 1993 engagiert war. Weitere Stationen waren unter anderem das Theater Magdeburg, das Bergtheater Thale, in Berlin das Schillertheater und die Tribüne sowie die Kreuzgangspiele Feuchtwangen und die Burgfestspiele Jagsthausen. Darüber hinaus gastiert Faust häufig in Hamburg, dort bislang am Altonaer Theater, an der Hamburgischen Staatsoper, am Kleinen Hoftheater, am Schmidt Theater, in den Zeisehallen und am ehemaligen Theater in der Basilika. In Ladies Night, der Bühnenfassung der britischen Filmkomödie Ganz oder gar nicht, steht er seit 2007 auch immer wieder auf der Bühne des Ebertbades in Oberhausen.
Seit Beginn der 1990er-Jahre arbeitet Faust gelegentlich vor der Kamera, unter anderem war er in verschiedenen Folgen der Reihe Tatort und einigen Episoden der Telenovela Rote Rosen zu sehen. Umfangreich ist auch seine Tätigkeit als Sprecher, insbesondere im Rahmen von Lesungen.
2017 war Sebastian Faust Mitglied der Jury zur Vergabe des Deutschen Schauspielpreises 2017. Er lebt in Hamburg. Seine Frau Anna Faust arbeitet ebenfalls als Schauspielerin.

## Filmografie (Auswahl)
- 1992: Schulz & Schulz – Neue Welten – Alte Lasten
- 1994: Blankenese – Blinde Passagiere
- 1997: Einsatz Hamburg Süd – Prince Solombo
- 1998: Die Cleveren – Du stirbst, wenn ich es will!
- 1999: Tatort – Die apokalyptischen Reiter
- 2000: Hotel Elfie
- 2000: Tatort – Von Bullen und Bären
- 2001: Die Rettungsflieger – Kinderparadies
- 2001: Bronski und Bernstein – Linke Tour
- 2002: Knallharte Jungs
- 2002: Stahlnetz – PSI
- 2003: Tatort – Väter
- 2003: Die Rettungsflieger – Lauter Katastrophen
- 2004: Zwei Wochen für uns
- 2005: Tatort – Requiem
- 2007: Doppelter Einsatz – Überdosis Warten
- 2012: Morden im Norden – Tod eines Erbsenzählers
- 2016: Unter anderen Umständen: Tod eines Stalkers
- 2016–2017: Rote Rosen (2016 als Polizist, 2017 als Knut Burkhard)
- 2017: Unter anderen Umständen – Liebesrausch
- 2019: Großstadtrevier – Die Frau auf der Insel
- 2021: Eisland (Fernsehfilm)

## Hörspiele
- 1992: Der Flug des Managers durch Treppenhaus – Autor: Richard Hey – Regie: Hans Rosenhauer
- 1994: Im Zauberland – Autor: Alexander Wolkow – Regie: Axel Fidelak, Paul Hartmann, Uta Beth
- 2002: Oliver Twist – Autor: Charles Dickens – Regie: Stefan Stricker